# Commissione militare centrale (Vietnam)
La Commissione militare centrale del Vietnam, è un organo politico-militare del Partito Comunista del Vietnam. Ne fanno parte membri del Politburo e dell'Esercito popolare vietnamita. La commissione militare centrale è attualmente presieduta dal Segretario generale del Partito Comunista del Vietnam e Presidente della Repubblica Nguyễn Phú Trọng.
Lo statuto del Partito Comunista del Vietnam afferma che l'Esercito popolare vietnamita e sotto "l'assoluta e diretta leadership del partito". I membri della Commissione militare centrale sono scelti dal Comitato centrale del Partito Comunista. La commissione militare centrale è anche sotto la giurisdizione del Politburo e del Segretariato del Partito Comunista. La sua priorità primaria è quella di supervisione degli affari di partito dentro l'Esercito Popolare, dalle sue fondamenta al vertice, che è rappresentato dal Dipartimento generale politico. 
Sin dalla fine della Guerra del Vietnam nel 1975, la norma è  che almeno due generali dell'Esercito Popolare siano rappresentanti nel Politburo del Partito, sebbene sin dal 1975 il numero di generali rappresentati nel comitato centrale è diminuito. L'Esercito Popolare ha svolto un grande ruolo nello sviluppo economico del Vietnam, ad esempio nel 1993 i generali dell'esercito detenevano 5 dei 33 ministeri; a causa del ruolo dell'esercito nello sviluppo economico, il ministero della difesa vietnamita ha istituito il Direttorato Generale per lo Sviluppo Economico.
La commissione pubblica il giornale Quân Đội Nhân Dân insieme al ministero della difesa.

## Commissione militare centrale (2016-2021)
La commissione militare centrale è stata aggiornata il 4 ottobre 2018 a causa della morte del Presidente della Repubblica Trần Đại Quang il 21 settembre dello stesso anno.
- Segretario della Commissione militare centrale: Nguyễn Phú Trọng, Segretario generale del Partito Comunista del Vietnam e Presidente della Repubblica Socialista del Vietnam.
- Vice-Segretario: Generale d'armata Ngô Xuân Lịch, Ministro della Difesa e ufficiale militare con il grado più elevato.
- 4 membri permanenti della Commissione militare centrale:
- Nguyễn Xuân Phúc, Primo ministro
- Colonnello generale Lương Cường, Presidente del Dipartimento politico generale, Presidente della Commissione d'Ispezione della Commissione militare centrale, Secondo ufficiale militare con il grado più elevato
- Colonnello generale Phan Văn Giang, Capo di stato maggiore dell'Esercito popolare del Vietnam, Vice-ministro della difesa, terzo ufficiale militare con il grado più elevato
- Colonnello generale Nguyễn Chí Vịnh, secondo Vice-ministro della difesa